# Miroľa
Miroľa je obec na Slovensku v okrese Svidník. Leží v severní části Nízkých Beskyd - v Laborecké vrchovině - v pramenné oblasti Mlýnského potoka, přítoku Chotčianky.

## Historie
Obec je v roce 1572 doložena v historických dokumentech jako Felsso Psztrina, později jako Felsö Psztrina alias Mirolya (1618),
```
Mirolya, Mirola
 – 1773, 1808,

Mirolya
 - 1786, 1863-1902,

Mérfalva
 - 1907-1913,

Mirole
 od roku 1920.
```

Obec byla součástí panství Makovica. V letech 1713 - 1714 byla obec zcela opuštěna.
V roce 1787 měla obec 25 domů a 188 obyvatel, v roce 1828 měla 27 domů a 221 obyvatel. V roce 1940 30 domů a 180 obyvatel. Obyvatelé byli rolníci, zabývali se chovem skotu a prací v lesích. V polovině 19. století zde bylo velké vystěhovalectví. Do roku 1914 zde pracovala parní pila.
V době první světové války rakousko-uherská vojska obec  vypálila. Byla zničena i pila, která svoji činnost již neobnovila. Za 1. republiky se mnozí obyvatelé vystěhovali.
Na místním hřbitově bylo  ve 20. letech 20. století zřízeno vojenské pohřebiště se dvěma hroby ve kterých byly uloženy ostatky 6 vojáků Rakousko-uherské armády a carské ruské armády. Identita vojáků je neznámá. O vojenské pohřebiště se v meziválečném období starala četnická stanice v obci Krajná Poľana. V současnosti není známa ani poloha těchto vojenských hrobů. V roce 1932 došlo k demonstracím proti exekucím.

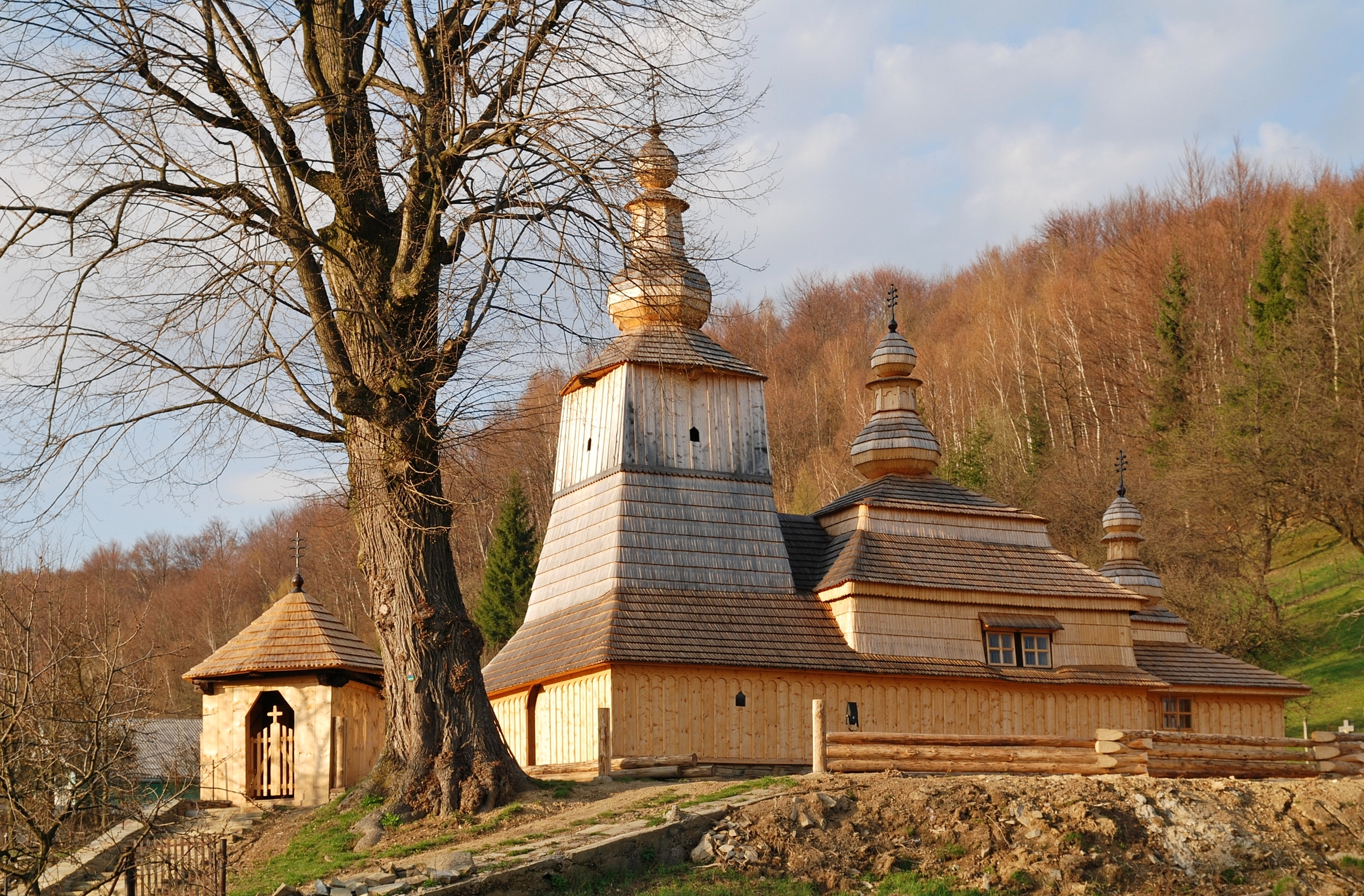
Chrám Ochrany Přesvaté Bohorodičky

Během Karpatsko-dukelské operace v říjnu 1944 obec byla značně poškozena, obyvatelé obce byli evakuováni. Obec byla osvobozena 25. listopadu 1944.
V roce 2004 v obci žilo 81 obyvatel ve 36 domech. Část obyvatel pracovala v průmyslových podnicích ve Svidníku a Košicích. Půdu obdělávali soukromě hospodařící rolníci.
Obec patřila do Šarišské župy a okresu Svidník. Po vzniku Československa patřila do Prešovského kraje a okresu Svidník. V roce 1960 při novém územněprávním členění a vzniku Východoslovenského kraje byla součástí Bardějovského okresu. Od roku 1968 zase patří do okresu Svidník.

## Pamětihodnosti
Chrám Ochrany Přesvaté Bohorodičky, národní kulturní památka

## Příroda
Mírně členitý povrch katastru je na třetihorním flyši. Převládá souvislý les s porostem buku. Na území obce je přírodní rezervace Miroľská slatina.